# Jan Willem Hees

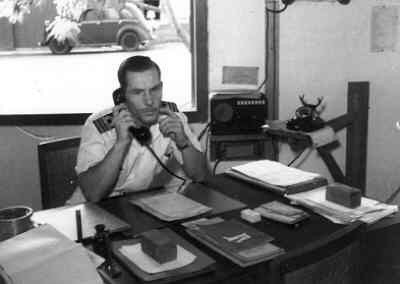
Jan Willem Hees, 1949

Jan Willem Hees (* 18. Februar 1913 in Hengelo; † 12. Mai 1989 in Hilversum) war ein niederländischer Marineoffizier und Schauspieler.

## Leben

### Marine
Hees begann seine Laufbahn 1931 als Seekadett in der niederländischen Marine zusammen u. a. mit dem späteren Ministerpräsidenten Piet de Jong.
Als der Regisseur Ludwig Berger Anfang 1940 Marineoffiziere als Schauspieler für seinen Film Ergens in Nederland (Irgendwo in den Niederlanden) suchte, meldete er sich und wurde für eine Rolle als Ausbilder gecastet. Die Presse äußerte sich anschließend positiv über seine Rolle aufgrund seines natürlichen Auftretens.
Nach dem Krieg wurde Hees nach Surabaya versetzt, dort war er unter anderem erster Offizier im Marinefliegerlager Morokrembangan. Er beendete seine militärische Laufbahn als Kapitänleutnant.

### Schauspiel
Hees wurde vor allem bekannt durch die Rolle des Opa Flodder im Film Flodder – Eine Familie zum Knutschen. Kleinere Rollen übernahm er u. a. in den niederländischen Filmen Pervola - Spuren im Schnee (Pervola, sporen in de sneeuw, 1985), Abel (1986) und Mein Vater wohnt in Rio (Mijn Vader woont in Rio, 1986).
1990 war er noch in einer Rolle in der Fernsehserie De Brug (Die Brücke) zu sehen. Er verstarb jedoch vor deren Ausstrahlung.
Hees war seit 1948 mit Josta Johanna van Davelaar verheiratet, das Paar hatte drei Kinder.
Er wurde in 's-Graveland beigesetzt. Die Rolle des Opa Flodder wurde durch Herman Passchier übernommen.

## Filmografie
- 1990: De Brug
- 1989: Mijn vader woont in Rio
- 1986: Flodder – Eine Familie zum Knutschen
- 1986: Abel
- 1985: Pervola - Spuren im Schnee (Pervola, sporen in de sneeuw)
- 1940: Ergens in Nederland